# Sit cap-ratllat
El sit cap-ratllat (Peucaea ruficauda) és una espècie d'ocell de la família dels passerèl·lids (Passerellidae) que cria des de la costa del Pacífic al sud-oest de Mèxic, incloses les serres transversals, Cordillera Neovolcanica fins a la costa del Pacífic nord de Costa Rica.

## Descripció
Ocell força comú i conspicu de boscos secs amb matolls i «potreros(castellà)» abandonats amb arbustos a terres baixes tropicals i contraforts. Generalment es mou en grups petits, que es mantenen en contacte per mitjà de piulades. Amb freqüència vist perxat sobre tanques. El patró del cap és distintiu, amb una gran màscara negra, cella blanca molt marcada i corona negrosa. Les poblacions del sud tenen taques fosques variables al pit.

## Taxonomia
L'IOC, HBW and BirdLife International i l'ITIS reconeixen quatre subespècies mentre que Birds of the World (Cornell Lab) i eBird/Clements checklist que en reconeixen cinc:
- P. r. acuminata (Salvin & Godman, 1886) centre oest de Mèxic.
- P. r. lawrencii (Salvin & Godman, 1886) sud de Mèxic.
- P. r. connectens (Griscom, 1930) est de Guatemala.
- P. r. ruficauda (Bonaparte, 1853) sud-est de Guatemala, El Salvador, Hondures, Nicaragua i nord-oest de Costa Rica. Inclou P. r. ibarrorum (Dickerman, 1987) a La Avellana (Guatemala) (Rising 2011).